# Sakurai-lijn
De Sakurai-lijn  (桜井線; Sakurai-sen) is een van de vele voorstadslijnen in de agglomeratie Osaka-Kobe-Kioto. De lijn vormt een verbinding tussen Nara en Yamatotakada in de prefectuur Nara. De Sakurai-lijn is daarnaast een oostelijke verbinding tussen de Yamatoji-lijn (station Oji) en de Wakayama-lijn (station Takada). Net als vele andere spoorlijnen in de regio zijn er ook doorgaande lijnen via de Yamatoji-lijn richting het station JR Namba in Ōsaka
Sinds 13 maart 2010 heeft de Sakurai-lijn als bijnaam de Manyō-Mahoroba-lijn (万葉まほろば線, Manyō Mahoroba-sen). Manyō refereert aan de Manyōshū, een antieke collectie van Japanse gedichten en Mahoroba aan een Japanse versie van 'het paradijs'. De bijnaam is gekozen vanwege de vele antieke monumenten langs het traject.

## Geschiedenis
Het eerste deel van de Sakurai-lijn werd in 1893 geopend als een verlenging van de toenmalige Ōsaka-spoorlijn van Ōji naar het station Takada en in 1898 werd op eenzelfde wijze de toenmalige Nara-lijn verlengd van het station Kyōbate naar het station Sakurai. In respectievelijk 1899 en 1901 werden de station Nara en Takada via de Sakura-lijn verbonden, waardoor de lijn haar huidige traject kreeg. In 1980 werd de lijn geëlektrificeerd.

## Treinen
- Kaisoku (快速, sneltrein) rijdt tot Takada als stoptrein en gaat verder als intercity richting JR Namba via de Yamatoji-lijn.
- Futsu (普通, stoptrein) stopt op elk station.

## Stations
| Station                                                                     | Japans | Verbindingen                                                        | Stad         | Prefectuur |
| --------------------------------------------------------------------------- | ------ | ------------------------------------------------------------------- | ------------ | ---------- |
| Nara                                                                        | 奈良   | JR West: Yamatoji-lijn en de Nara-lijn                              | Nara         | Nara       |
| Kyōbate                                                                     | 京終   |                                                                     | Nara         | Nara       |
| Obitoke                                                                     | 帯解   |                                                                     | Nara         | Nara       |
| Ichinomoto                                                                  | 櫟本   |                                                                     | Tenri        | Nara       |
| Tenri                                                                       | 天理   | Kintetsu: Tenri-lijn                                                | Tenri        | Nara       |
| Nagara                                                                      | 長柄   |                                                                     | Tenri        | Nara       |
| Yanagimoto                                                                  | 柳本   |                                                                     | Tenri        | Nara       |
| Makimuku                                                                    | 巻向   |                                                                     | Sakurai      | Nara       |
| Miwa                                                                        | 三輪   |                                                                     | Sakurai      | Nara       |
| Sakurai                                                                     | 桜井   | Kintetsu: Ōsaka-lijn                                                | Sakurai      | Nara       |
| Kaguyama                                                                    | 香久山 |                                                                     | Kashihara    | Nara       |
| Unebi                                                                       | 畝傍   | Kintetsu: Kashihara-lijn (station Yagi-Nishiguchi)                  | Kashihara    | Nara       |
| Kanahashi                                                                   | 金橋   |                                                                     | Kashihara    | Nara       |
| Takada                                                                      | 高田   | JR West: Wakayama-lijn Kintetsu: Ōsaka-lijn (station Yamato-Takada) | Yamatotakada | Nara       |
| van/naar Ōji via de Wakayama-lijn, Tennōji en JR Nmaba via de Yamatoji-lijn |        |                                                                     |              |            |

Shinkansen: Sanyō

Hoofdlijn: Hokuriku · Kansai · Kisei · San'in · Sanyō · Takayama · Tōkaidō

Regionaal: Akō · Bantan · Etsumi-Hoku · Fukuchiyama · Fukuen · Gantoku · Geibi · Hakubi · Hibi · Honshi-Bisan · Inbi · Jōhana · Kabe · Kakogawa · Katamachi · Kibi · Kishin · Kisuki · Kure · Kusatsu · Maizuru · Mine · Nanao · Ohama · Oito · Onoda · Sakai · Sakurai · Sanko · Tsuyama · Ube · Uno · Wakayama · Yamaguchi

Voorstadsnetwerk:  Biwako ·  Gakkentoshi (Katamachi) ·  Hanwa ·  Kansai Airport ·  Kobe ·  Kosei ·  Kioto · Nara · Osaka-ringlijn · Osaka Higashi ·  Sagano ·  Tozai ·  Yamatoji · Yumesaki